# タメール・バユミ
タメール・バユミ（Tamer Bayoumi、アラビア語: تامر صلاح علي عبده بيومي 1982年4月12日 - ）はエジプトのテコンドー選手。2004年アテネオリンピックの男子58kg級に出場、準決勝で金メダルを獲得した台湾の朱木炎に4-5で敗れた。3位決定戦ではスペインのホアン・ラモスに7-1で勝利、銅メダルを獲得した。
2012年ロンドンオリンピックに出場したが7位に終わった。